# Брегаля
Брегаля (на италиански: Bregaglia) е селище в югоизточна Швейцария, част от окръг Малоджа на кантона Граубюнден. Населението му е около 1 600 души (2010).
Разположено е на 1 331 метра надморска височина в Алпите, на границата с Италия и на 25 километра югозападно от Санкт Мориц. Общината е създадена през 2010 година с обединяването на няколкото селища в едноименната долина. Брегаля е единствената италианоезична община в Швейцария с предимно протестантско население.

## Известни личности
Родени в Брегаля
- Алберто Джакомети (1901 – 1966), художник